# Collection Harley

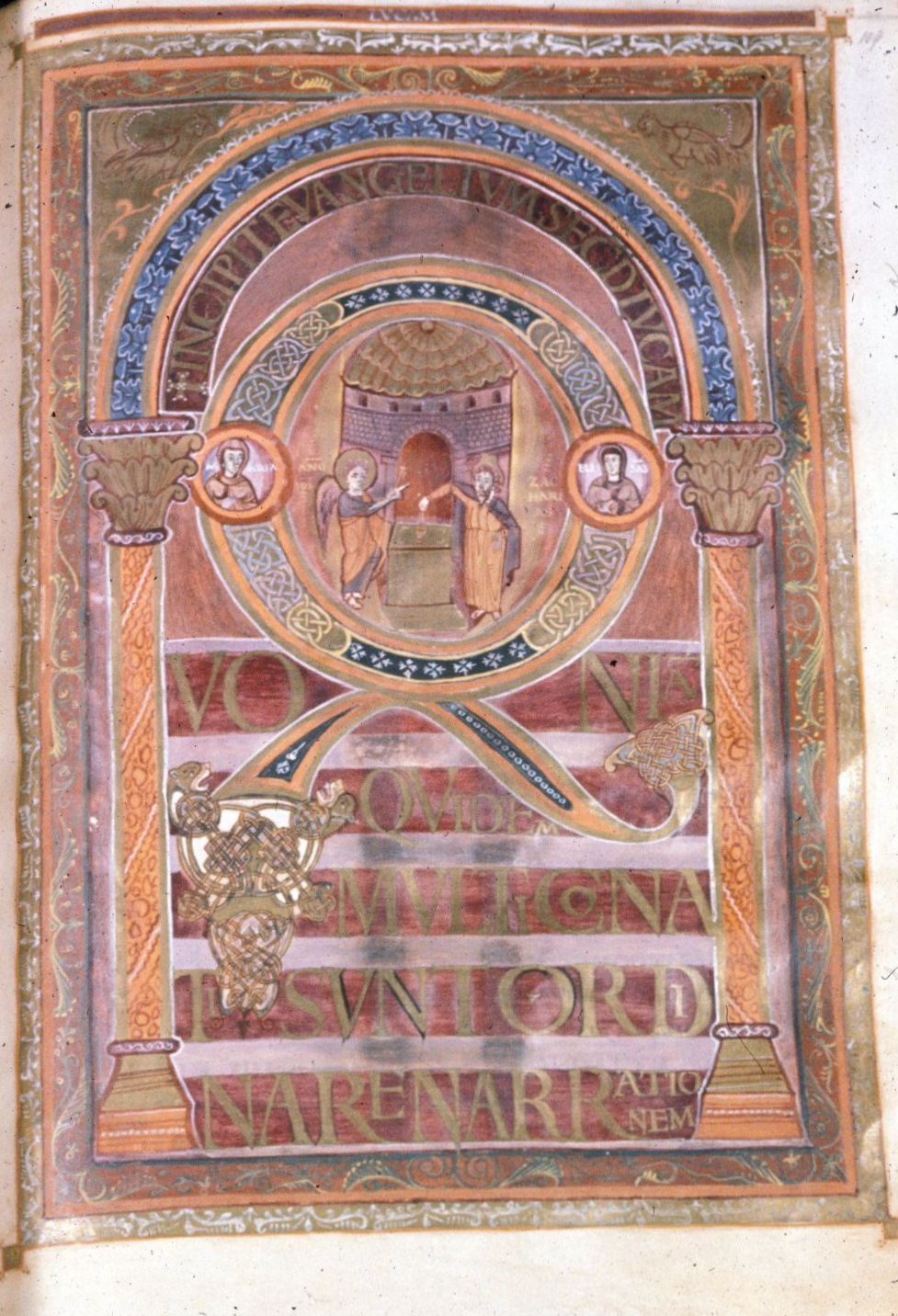
BL Harley Gospels

La collection Harley (Harley Collection ou Harleian Collection en anglais) est l'une des principales collections de la British Library, à Londres. Elle comprend plusieurs dizaines de milliers de documents de diverses natures : actes notariés, manuscrits enluminés, etc.

## Histoire
En 1704, le futur comte d'Oxford et comte Mortimer Robert Harley fait l'acquisition d'une collection de 600 manuscrits. Dans les années qui suivent, il continue à développer sa collection avec l'aide de son fils Edward et du bibliothécaire Humfrey Wanley. Ils achètent des manuscrits sur le sol britannique, mais aussi à l'étranger, en faisant appel à des agents en Allemagne, en France et en Italie.
Après la mort d'Edward, en 1741, sa veuve Henrietta et leur fille Margaret vendent la collection à la nation pour 10 000 livres en 1753. Avec la collection de Robert Cotton et celle de Hans Sloane, elle fait partie des trois collections fondatrices de la bibliothèque du British Museum.

## Quelques manuscrits
- MS 585 (Lacnunga, recueil de remèdes et de prières en vieil anglais)
- MS 603 (Psautier Harley, du XIe siècle)
- MS 1419 (un inventaire des possessions de la couronne anglaise en 1547)
- MS 1810 (Minuscule 113, manuscrit biblique grec)
- MS 2788 (Codex Aureus Harley, évangéliaire carolingien)
- MS 2904 (Psautier de Ramsey, du Xe siècle)
- MS 2965 (Livre de Nunnaminster, recueil de prières en vieil anglais)
- MS 3686 (une copie de la Géographie de Claude Ptolémée)
- MS 3859 (Harleian genealogies, tables de rois galloises)
- MS 5537 (Minuscule 104, manuscrit biblique grec)
- MS 5538 (Minuscule 505, manuscrit biblique grec)
- MS 5684 (Codex Seidelianus I, manuscrit biblique grec)
- MS 7334 (une copie des Contes de Canterbury)